# جاين إستوود
جاين إستوود (بالإنجليزية: Jayne Eastwood)‏ هي ممثلة كندية، ولدت في 17 ديسمبر 1946 بتورونتو في كندا. من الجوائز التي نالتها جائزة إيرل غراي ‏.

## أعمال

### أفلام
- (2002) ماي بيغ فات غريك ويدنغ[4]
- (2004) ظهور الموتى[5]
- (2016) ماي بيغ فات غريك ويدنغ 2[6]

## جوائز
- جائزة إيرل غراي [الإنجليزية]‏

## وصلات خارجية
- جاين إستوود على موقع IMDb (الإنجليزية)
- جاين إستوود على موقع ألو سيني (الفرنسية)
- جاين إستوود على موقع ميوزك برينز (الإنجليزية)
- جاين إستوود على موقع أول موفي (الإنجليزية)
- جاين إستوود على موقع قاعدة بيانات الأفلام السويدية (السويدية)
- جاين إستوود على موقع إن إن دي بي (الإنجليزية)
- جاين إستوود على موقع قاعدة بيانات الفيلم (الإنجليزية)
- جاين إستوود على موقع كينوبويسك (الروسية)